# Locuțiune verbală
Locuțiunile verbale sunt grupuri de cuvinte care îndeplinesc împreună rolul unui verb și care conțin neapărat un verb. Locuțiunile verbale pot fi înlocuite cu un verb.
Verbul din locuțiunea verbală precizează persoana, timpul și modul acțiunii, iar celelalte cuvinte precizează sensul locuțiunii.
| LOCUȚIUNE VERBALĂ | VERB      |
| ----------------- | --------- |
| a băga de seamă   | a observa |
| a o lua la fugă   | a fugi    |
| a face demascări  | a demasca |
| a da comenzi      | a comanda |
| a arunca ocheade  | a privi   |

s-a dat de-a rostogolul – a se rostogoli
a lua la sănătoasa – a fugi
a aduce aminte – a aminti
a băga în seamă – a asculta
a avea bănuială – a  bănui
a avea asemănare – a semăna
a avea vreme – a avea timp
a avea haz – a fi amuzant
a avea minte – a fi deștept
a avea nădejde – a se încrede
a îndruga verzi și uscate – a minți
a îndruga vrute și nevrute – a  minți
a face rost – a obține